# Église Saint-Martin d'Hardecourt-aux-Bois
L'église Saint-Martin est située dans le village d'Hardecourt-aux-Bois, dans le département de la Somme.

## Historique
L'église d'Hardecourt-aux-Bois a autrefois conservé des fonts baptismaux du XIIIe siècle et une statue de Vierge à l'Enfant. L'édifice est détruite au cours des combats de la Première Guerre mondiale, puis reconstruite pendant l'entre-deux-guerres.
Elle fait l’objet d’une inscription au titre des monuments historiques depuis le 5 août 2020.

## Caractéristiques

### Extérieur
L'église d'Hardecourt a été reconstruite sur les plans de l'architecte Paul Bellot, moine bénédictin de l'Abbaye Saint-Paul de Wisques qui participa par son œuvre au renouvellement architectural des églises après la Grande Guerre. L'église est construite en brique, la façade est surmontée d'un clocher avec un toit en flèche recouvert d'ardoises.
Une fresque représentant saint Martin partageant son manteau avec un mendiant orne le fronton du portail d'entrée.

### Intérieur
À l'intérieur, Paul Bellot utilisa la brique comme revêtement apparent. Il conçut également des claustra en brique.
Un groupe sculpté représentant une Vierge de Pitié, œuvre de Léon-Ernest Drivier, est exposé dans l'église.

## Photos

La brique est omniprésente dans l'édifice
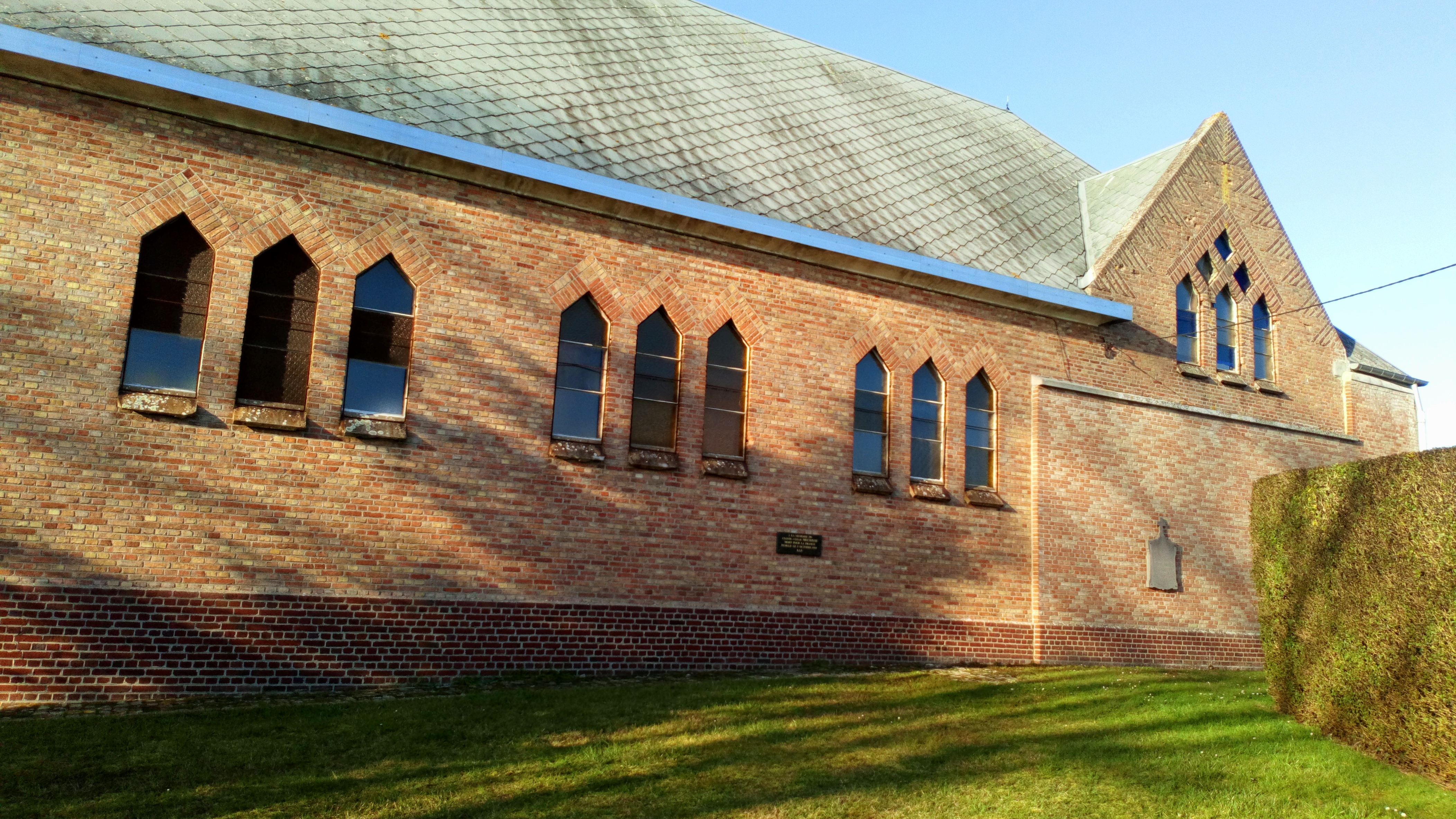
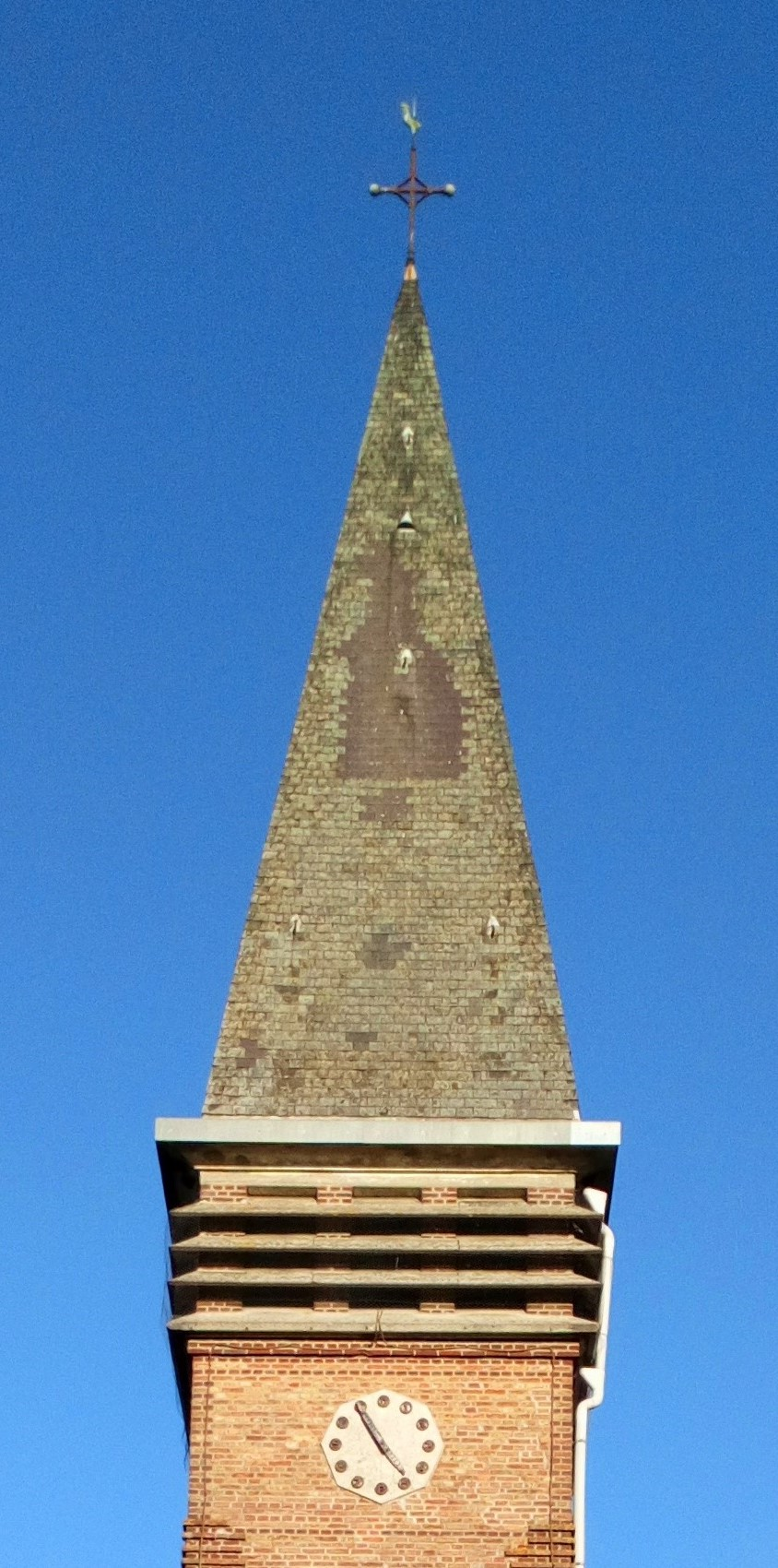
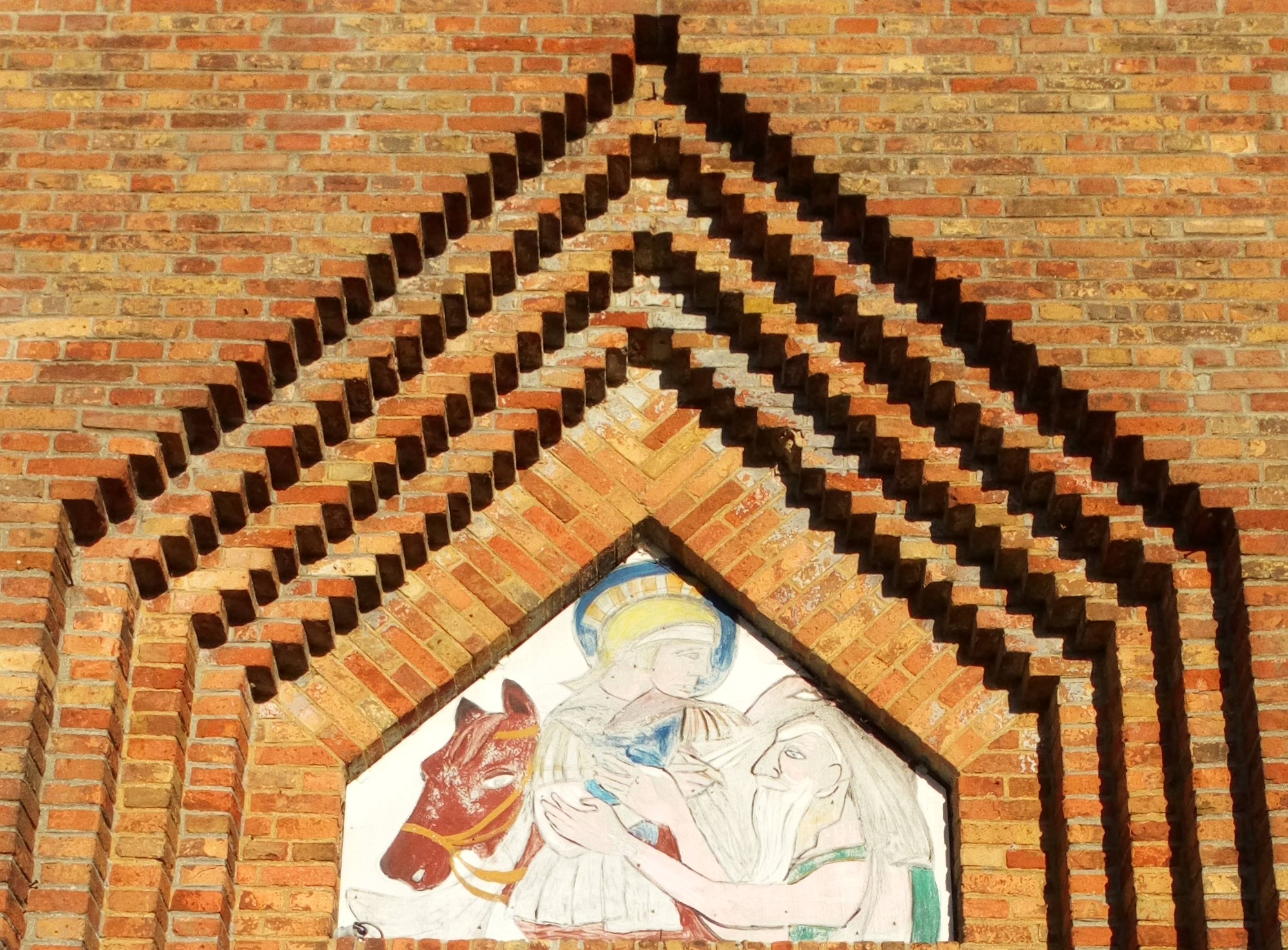